# 질산 칼슘
질산 칼슘(Calcium nitrate) 또는 질산 석회는 화학식 Ca(NO3)2(H2O)x을 갖는 무기 화합물이다. 무수 형태와 함수 형태가 있으며 이 둘 모두 무색의 염이다. 질산 칼륨은 주로 비료의 한 성분으로 주로 사용되지만 오수 처리 등 다른 목적으로도 사용된다.